# XXL Baskets Erfurt
O XXL Baskets GmBH, também conhecido como Basketball Löwen, é um clube de basquetebol baseado em Erforte, Turíngia, Alemanha que atualmente disputa a 2.Bundesliga ProB, correspondente à terceira divisão do país. A agremiação foi fundada em 2018 e manda seus jogos no Riethsporthalle com capacidade para 1.500 espectadores.

## Histórico de Temporadas
| Temporada | Nível | Liga | Pos. | Resultado         |
| --------- | ----- | ---- | ---- | ----------------- |
| 2018-19   | 3     | ProB | 8º   | Oitavas de finais |
| 2019-20   | 3     | ProB | 12º  |                   |
| 2020-21   | 3     | ProB | 12º  |                   |
| 2021-22   | 3     | ProB | 3º   | Oitavas de finais |
| 2022-23   | 3     | ProB | 5º   | Quartas de finais |
| 2023-24   | 3     | ProB | 5º   | Oitavas de finais |
| 2024-25   | 3     | ProB | 6º   | Oitavas de finais |
| 2025-26   | 3     | ProB |      |                   |

fonte:eurobasket